# Sapatos Pretos
Sapatos Pretos é um filme luso-francês de género thriller erótico de 1998, realizado por João Canijo a partir de um argumento de Canijo e Pierre Hodgson. A longa-metragem foi produzida por Paulo Branco. Livremente inspirada num caso real, a narrativa é protagonizada por Ana Bustorff, no papel de Dalila, uma mulher em tentativa de escape do marido violento e da sua mãe chantagista, cujo desejo de libertação a leva a estabelecer uma relação perversa com Pompeu (interpretado por João Reis).
Sapatos Pretos foi distribuído comercialmente em Portugal e França, onde estreou nas salas de cinema a 10 de abril e 30 de setembro de 1998, respetivamente. O filme fez bastante sucesso em Portugal, tendo sido o 21º com mais público, no período 1980-2001.

## Sinopse
Dalila é uma mulher casada e com um filho que não quer, de modo algum, envelhecer. Gere uma ourivesaria numa pequena vila com o seu marido, Marcolino, um homem violento e impulsivo. Em atos inconscientes, o homem gasta todo o seu dinheiro no prazer de ostentação, chegando a oferecer à esposa um descapotável novo após ter assinado uma hipoteca. Dalila sofre frequentemente com os episódios de violência doméstica, durante os quais o marido demonstra o seu sadismo.
Quando regressa a Sines de uma viagem a Lisboa para um check-up médico, Dalila torna-se o alvo de falatório por parte dos moradores da vila, que comentam a sua mudança radical de visual: não só descolorou o cabelo como mudou o guarda-roupa, utilizando agora vestidos muito justos e curtos. Marcolino não se importa que Dalila seja observada e comentada por outros homens. Entretanto, a mulher seduz um jovem medíocre camionista, Pompeu, que se torna seu amante.
Dalila inventa uma história acerca de ter um cancro de mama, como desculpa para poder deslocar-se a Lisboa e realizar um implante mamário. À medida que se renova, a mulher começa a perceber que não tem de tolerar as agressões e a relação de ódio com o marido. Ao ouvir as suas intenções de divórcio, a mãe de Dalila revela pouca empatia, afirmando que ela "deixaria de ser filha dela" se seguisse com uma separação.
Dalila, sentindo-se encurralada, considera que a única opção que lhe resta é matar Marcolino. Pede a Pompeu que o faça como favor, mas o amante não está disposto a tal ato. Ainda assim, contrata um assassino, a quem Dalila tenciona pagar com uma mala de jóias do marido. A mulher engana Pompeu, pedindo-lhe que participe no assassínio para que possam fugir para o México e utilizar o valor das jóias para abrir uma pizzaria. Apesar do plano de um crime perfeito, Dalila é incriminada pela vizinha, Ercília, quando ela repara nuns sapatos pretos no funeral de Marcolino.

## Elenco
- Ana Bustorff, como Dalila;[7]
- Vítor Norte, como Marcolino;
- João Reis, como Pompeu;
- Teresa Madruga, como Ercília;
- Adriano Luz, como Tenente Pinto;
- Márcia Breia, como Natércia;
- Fernando Luís, como Jordão;
- José Raposo, como Padre;
- Orlando Costa, como Cândido Alegria;
- Francisco Nascimento, como Cesário;
- Ivo Vieira, como Márcio.

## Equipa técnica
- Realização: João Canijo;
- Argumento: João Canijo e Pierre Hodgson;[8]
- Direção de fotografia: Mário Castanheira;
- Montagem: Rudolfo Wedeles;
- Assistente de realização: Pedro Madeira;[9]
- Guarda-roupa: Mónica Lopes;
- Caracterização: Teresa Águas;
- Direção de som:  Philippe Morel;
- Música: Alexandre Soares;
- Sonoplastia: Gérard Rousseau;
- Direção de produção: Joaquim Carvalho;
- Produtor: Paulo Branco;[10]
- Apoio: João Fonseca, Marco Martins, José Aragão e Pedro Blanco.

## Produção

### Desenvolvimento
A ideia para o argumento partiu de uma notícia que João Canijo leu no Público, acerca da esposa de um ourives ambulante que, cumpliciada com o amante, havia assassinado o marido. "Ao ler a história, percebi que aquilo era O Carteiro Toca Sempre Duas Vezes (James M. Cain, 1934) só que passado em Reguengos, no Alentejo. Tinha tudo a ver com o mito que Salazar criou de que Portugal era um país de brandos costumes, coisa que é absolutamente mentira, pois é um país de violência contida." Assim, o cineasta propôs-se desenvolver um argumento questionando essa noção de 'brandos costumes' portugueses. Focando-se na definição da personagem principal e nas circunstâncias do seu momento de transição de vida, Canijo adaptou, com a colaboração do inglês Pierre Hodgson, as circunstancias do crime real. Quando escrevia Dalila, o cineasta concluiu que a sua colaboradora frequente, Rita Blanco, não seria uma opção para o papel, uma vez que o mesmo exigia uma atriz com outras características físicas. A última versão do argumento foi já composta a idealizar Ana Bustorff para interpretar a protagonista.

### Rodagem
Canijo havia tido a sua primeira experiência a filmar em vídeo na televisão e Sapatos Pretos manteve esta opção, por proposta de Paulo Branco. A rodagem decorreu em Sines e no Cais de Sodré (Lisboa), num período entre junho e julho de 1997. O cineasta recorda a sua dificuldade em readaptar-se à linguagem cinematográfica depois de ter realizado Alentejo sem Lei: "no Sapatos Pretos, as primeiras duas semanas de rodagem foram para o lixo".
Durante as gravações, Ana Bustorff descreveu momentos em que se sentiu confusa. Vítor Norte e João Reis contaram que algumas cenas foram difíceis de fazer devido ao seu pudor, mas que, acima de tudo, foi uma rodagem divertida.

## Temas e estética
Sapatos Pretos é um filme não naturalista que parte de influências do melodrama, filme de estrada, o thriller, cinema erótico e até a estética do western-spaghetti, resultando num drama passional que explora as características sórdidas das histórias de amor e morte. A obra explora o tema do sexo através de uma estética crua e suja. De facto, o realizador demonstra um elaborado trabalho visual e um interesse pelos pormenores mais sórdidos e demenciais, o que se torna particularmente evidente na cena de violação de Marcolino à esposa.
Tentando fugir ao lado telenovelesco da história, a rudeza e agressividade do estilo de Canijo é conseguido fazendo grande uso da câmara à mão e da pouca luz, o que chega a ser incomodativo para o espectador. Esta rudeza mimetiza as características psicológicas dos personagens, tal como demonstrado numa cena em que Jordão recusa-se a ajudar o irmão Pompeu, despoletando uma luta num cenário escuro, subterrâneo e imundo. O cineasta considerou que Sapatos Pretos acentua em cores mais saturadas a sua perspetiva negra acerca da conjugalidade: "Três Menos Eu já era a história de uma menina que tentava libertar-se da família. A partir daí centrei-me, de facto, na conjugalidade. São as relações potencialmente mais violentas que alguém pode ter".

## Distribuição
Esta terceira longa-metragem de João Canijo foi distribuída comercialmente em Portugal pela Atalanta Filmes. A obra estreou a 10 de abril de 1998, nos cinemas Alfa, Amoreiras, Fonte Nova, Monumental, Mundial e Quarteto. Em França, Sapatos Pretos foi lançado e 30 de setembro do mesmo ano.
A propósito de uma retrospetiva da filmografia de Canijo, Sapatos Pretos foi também exibido no Festival Internacional de Cinema Independente de Buenos Aires (Argentina), a 15 de abril de 2012.

## Receção

### Audiência
O filme foi bem recebido pelo público, tendo totalizado 52.387 espectadores em Portugal, um número significativo para a época. Sapatos Pretos é o 21.º filme português com mais público no período 1980-2001.

### Crítica
A reação da crítica não foi consensual quanto à obra. Se uma crítica no jornal Expresso, a 10 de abril de 1998 lhe chamou "um filme grosseiro", António Cabrita, na mesma publicação, considera que o mesmo supera "em muito todas as promessas que os anteriores filmes de Canijo prefiguravam". Outros críticos elogiaram o filme, nomeadamente pela interpretação de Ana Bustorff. Mário Jorge Torres, no Público, apelidou Sapatos Pretos de "grande filme português". 
Com uma opinião oposta, A. Roma Torres (Jornal de Notícias) defende que a obra apresenta um Canijo regressado ao cinema sem ideias ou reflexão de elaboração fílmica, que resulta numa entrega à "fórmula sexo e crime que parecem exercer uma certa sedução no espectador português". Luís Canau (Cinedie) critica a unidimensionalidade na expressão de femme fatale, transversal ao longo da interpretação de Bustorff.

### Premiações
| Ano  | Premiação                | Categoria            | Trabalho     | Resultado | Ref.   |
| ---- | ------------------------ | -------------------- | ------------ | --------- | ------ |
| 1999 | Globos de Ouro, Portugal | Cinema: Melhor atriz | Ana Bustorff | Venceu    | [ 17 ] |
| 1999 | Prémio Nova Gente        | Melhor atriz         | Ana Bustorff | Venceu    |        |